# Albalate de Zorita
Albalate de Zorita è un comune spagnolo di 997 abitanti situato nella comunità autonoma di Castiglia-La Mancia.